# メサイア (ヘンデル)

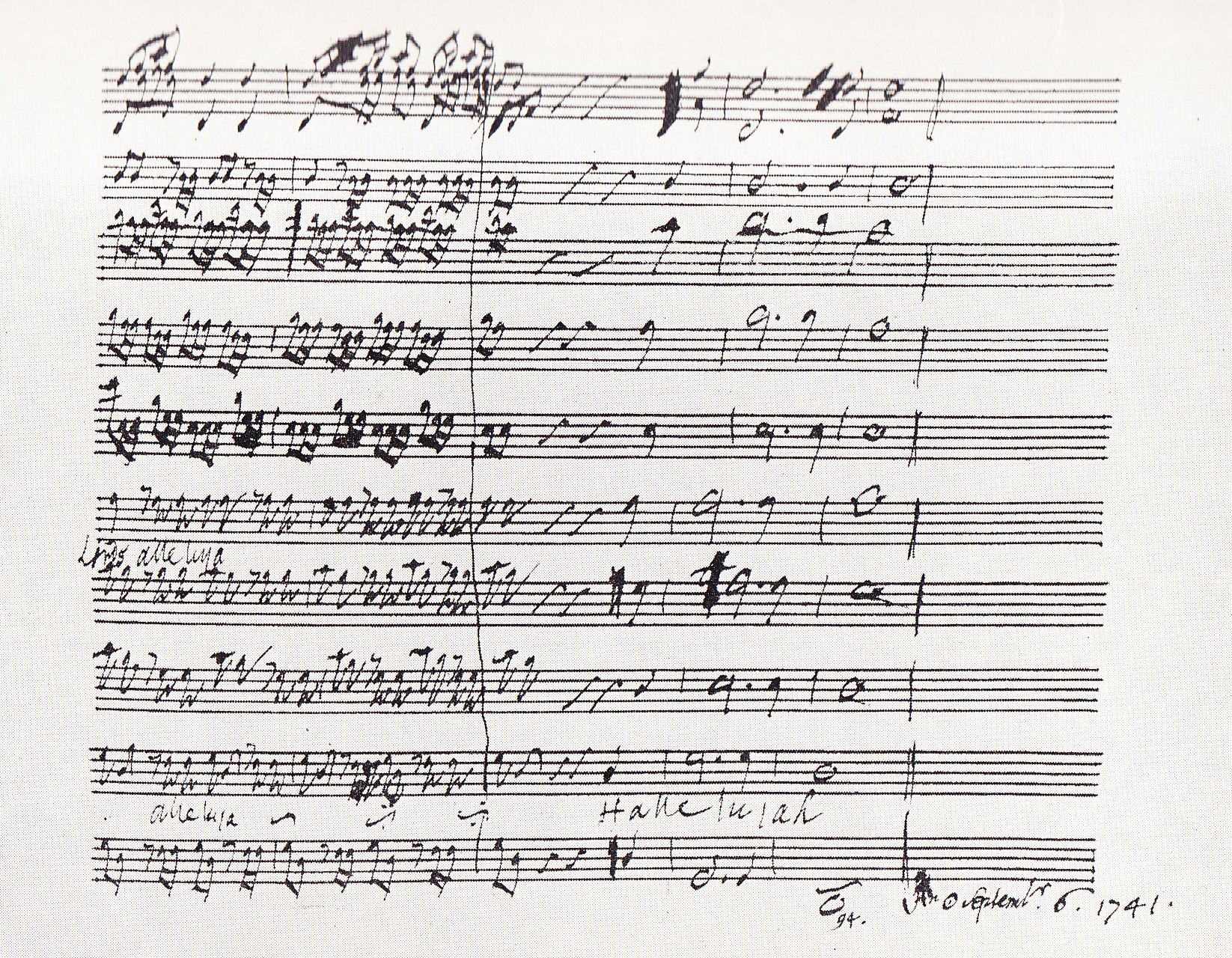
「メサイア」自筆稿、第2部最終曲「ハレルヤ」の終わりの部分。
1741年9月6日の日付を記す。

『メサイア』（Messiah）は、ヘンデルが作曲したオラトリオ。HWV.56。

## 概要
題は「メシア」（救世主）の英語読みに由来。聖書から歌詞を取り（ただし、文脈に合わせて人称代名詞を変更している）、イエス・キリストの生涯を題材とした独唱曲・重唱曲・合唱曲で構成されている。ただし、聖書でイエスの生涯を直接描いている福音書から採用されているテキストは少なく、むしろイザヤ書などの預言書に描かれている救世主についての預言を通して、間接的に救世主たるイエスを浮き彫りにする手法が採られている。
歌詞は欽定訳聖書と『英国国教会祈祷書』（The Book of Common Prayer, 1662）の詩編から採られており、全て英語である。管弦楽の伴奏で合唱・独唱が繰り返される形式を主とし、管弦楽のみのシンフォニアや、通奏低音のみの伴奏によるレチタティーヴォも含む。
現在ではヘンデルのオラトリオの代表作とされるが、『メサイア』はヘンデルの他の作品とはかなり異なっている。この作品はヘンデルの唯一の宗教的オラトリオであり、また(旧約聖書の題材では無いという意味での)キリスト教に関するオラトリオとしてはこの作品のほかに初期キリスト教殉教者を主題にした1750年の『テオドーラ』があるだけである。音楽の上では（『エジプトのイスラエル人』を例外として）もっとも合唱の割合が高い。
チャールズ・ジェネンズが受難週の演奏会のために台本を書いた。その後、アイルランドで慈善事業としてのオラトリオ演奏会の計画が立てられ、ヘンデルが招聘された。ヘンデルはこの演奏会のためにジェネンズの台本によるオラトリオを作曲した。速筆のヘンデルはこの大曲の楽譜を1741年8月22日から9月14日までのわずか24日間で書き上げている。さらに翌月には、ヘンデル最大のオラトリオとなる『サムソン』を書いている。
ヘンデルは1741年11月にアイルランドに長期旅行し、ロンドンに帰ったのは翌年の9月であった。『メサイア』はダブリンで1742年4月13日に初演され、ダブリンの聴衆は熱狂をもって迎えた。その後、ヘンデルの生前何度にも亘って改訂・再演され、現在用いられる楽譜にもいくつかの版がある。後世の編曲の中では、モーツァルトによる編曲（ドイツ語テキストを使用）が最もよく知られている。
バッハのマタイ受難曲、ヨハネ受難曲と並ぶ、よく知られた宗教的作品である（ただし、『マタイ受難曲』がメンデルスゾーンによる復活上演を必要としたのに対し、『メサイア』の上演はヘンデルの生前から現在まで連続している）。バロック音楽、宗教音楽、声楽曲といったジャンルの中で常に上位に位置付けられる。合唱の効果も秀逸で、第2部最終曲の「ハレルヤ（Hallelujah）」（通称「ハレルヤコーラス」）は特に有名である。1743年、初めてロンドンで演奏された際、国王ジョージ2世が、「ハレルヤ」の途中に起立し、後に観客総立ち（スタンディングオベーション）になったという逸話がある（現在では、史実ではないと考えられている）。これは、かつて英国で全知全能の神を讃える歌が演奏される際には起立する習慣があったことによる。日本のコンサートにおいて聴衆が「ハレルヤ」で立ち上がるのは、この逸話に端を発している。また「ハレルヤ」は、日本の中学校において合唱コンクールや卒業式などで歌われることが多い。
余談だが、とくにアメリカ合衆国ではクリスマス・イブに演奏されることが多いが、『メサイア』の内容がとくにクリスマスと関係するわけではない。

## 演奏時間
約2時間半（各部60分、60分、30分）。ヘンデル本人による自筆楽譜は259ページ。

## 楽器編成
オーボエ2、ファゴット2、トランペット2、ティンパニ一対、弦5部、通奏低音（チェンバロの代わりに普通はオルガン）
ソプラノ・アルト・テノール・バスの各独唱、4部の混声合唱

## 構成
構成はまず3部に分けられ、さらに、それぞれの部が何曲かに分けられる場合が多い。ただし、ヘンデル自身が番号を付けて分けたわけではなく、統一された番号の付け方がある訳ではない。以下に曲の分け方の一例と、その出だしの歌詞を挙げて構成とする。

### 第1部: メシア到来の預言と誕生、メシアの宣教
1. 序曲（器楽）。ヘンデルは「Synfony」（シンフォニア）と記しているがフランス風序曲である。
2. Comfort ye...
「慰めよ、わが民を慰めよ…（『イザヤ書』40:1-3）」 レチタティーヴォ・アコンパニャート（以下、単に「アコンパニャート」と呼称）（テノール独唱）
3. Every valley shall be exalted...
「もろもろの谷は高くせられ…（『イザヤ書』40:4）」 アリア（テノール独唱）
4. And the glory of the Lord shall be revealed...
「こうして主の栄光があらわれ…（『イザヤ書』40:5）」 合唱
5. Thus saith the Lord of Hosts...
「まことに、万軍の主はこう言われる…（『ハガイ書』2:6-7、『マラキ書』3:1）」 アコンパニャート（バス独唱）
6. But who may abide the day of His coming...
「だが、その来る日には、だれが耐え得よう…（『マラキ書』3:2）」 アリア（アルト独唱）
7. And He shall purify the sons of Levi...
「彼はレビの子孫を清め…（『マラキ書』3:3）」 合唱
8. Behold, a virgin shall conceive...
「見よ、おとめがみごもって…（『イザヤ』書7:14、『マタイ伝』1:23）」 アコンパニャート（アルト独唱）
9. O thou that tellest good tidings to Zion...
「よきおとずれをシオンに伝える者よ…（『イザヤ書』40:9,60:1）」 アリア（アルト独唱）と合唱
10. For, behold, darkness shall cover the earth...
「見よ、暗きは地をおおい…（『イザヤ書』60:2-3）」 アコンパニャート（バス独唱）
11. The people that walked in darkness...
「暗やみのなかに歩んでいた民は…（『イザヤ書』9:2）」 アリア（バス独唱）
12. For unto us a Child is born...
「ひとりのみどりごがわれわれのために生れた…（『イザヤ書』9:6）」 合唱
13. Pifa (Pastoral Symphony)
器楽。「Pifa」という語は辞書に見えないが、イタリア語の「piva」（バグパイプ）と「piffero」（葦笛）に由来するという[11]。12⁄8拍子のシチリアーナであり、後世「Pastoral Symphony」（田園交響曲）の名で知られるようになった。
14. There were shepherds abiding in the field...
「羊飼いたちが夜、野宿しながら…（『ルカ伝』2:8）」 アコンパニャート（ソプラノ独唱）
15. And lo, the angel of the Lord...
「すると見よ、主の御使いがその傍らに立ち…『ルカ伝』2:9-11）」アコンパニャート（ソプラノ独唱）
16. And suddenly...
「するとたちまち、おびただしい天の軍勢が現れた…『ルカ伝』2:13）」アコンパニャート（ソプラノ独唱）
17. Glory to God in the highest...
「いと高きところでは、神に栄光があるように…（『ルカ伝』2:14）」 合唱
18. Rejoice greatly, O daughter of Zion...
「シオンの娘よ、大いに喜べ…（『ゼカリア書』9:9-10）」 アリア（ソプラノ独唱）
19. Then shall the eyes of the blind be opened...
「その時、見えない人の目は開かれ…（『イザヤ書』35:5-6）」 アコンパニャート（ソプラノ独唱またはアルト独唱）
20. He shall feed His flock like a shephard...
「主は羊飼いのようにその群れを養い…（『イザヤ書』40:11、『マタイ伝』11:28-29）」 アリア（ソプラノ独唱またはソプラノ・アルト独唱）
21. His yoke is easy...
「彼のくびきは負いやすく…（『マタイ伝』11:30）」 合唱

### 第2部: メシアの受難と復活、メシアの教えの伝播
1. Behold the Lamb of God...
「見よ、世の罪を取り除く神の子羊…（『ヨハネ伝』1:29）」 合唱
2. He was despised...
「彼は侮られて…（『イザヤ書』53:3,50:6）」 アリア（アルト独唱）
3. Surely He hath borne our griefs...
「まことに彼はわれわれの病を負い…（『イザヤ書』53:4-5）」 合唱
4. And with His stripes...
「彼の打たれた傷によって…（『イザヤ書』53:5）」 合唱
5. All we like sheep...
「われわれはみな羊のように迷って…（『イザヤ書』53:6）」 合唱
6. All they that see Him...
「すべて彼を見る者は…（『詩篇』22:7）」 アコンパニャート（テノール独唱）
7. He trusted in God...
「彼は主にみをゆだねた…（『詩篇』22:8）」 合唱
8. Thy rebuke hath broken His heart...
「そしりが彼の心を砕いたので…（『詩篇』69:20）」 アコンパニャート（テノール独唱またはソプラノ独唱）
9. Behold, and see...
「尋ねて見よ…（『哀歌』1:12）」 アリア（テノール独唱またはソプラノ独唱）
10. He was cut off out of the land...
「彼はいけるものの地から断たれ…（『イザヤ書』53:8）」 アコンパニャート（テノール独唱またはソプラノ独唱）
11. But thou didst not leave His soul in hell...
「あなたは彼の魂を陰府（よみ）に捨ておかれず…（『詩篇』16:10）」 アリア（テノール独唱またはソプラノ独唱）
12. Lift up your heads...
「門よ、こうべをあげよ…（『詩篇』24:7-10）」 合唱
13. Unto which of the angels...
「いったい、神は御使いたちの…（『ヘブライ書』1:5）」 アコンパニャート（テノール独唱）
14. Let all the angels of God worship Him...
「神の御使いたちはことごとく…（『ヘブライ書』1:6）」 合唱
15. Thou art gone up on high...
「あなたはとりこを率い…（『詩篇』68:18）」 アリア（アルト独唱またはソプラノ独唱）
16. The Lord gave the word...
「主は命令を下される…（『詩篇』68:11）」 合唱
17. How beautiful are the feet of them...
「ああ麗しいかな…（『ローマ書』10:15）」 アリア（ソプラノ独唱）
18. Their sound is gone out into all lands...
「その声は全地にひびきわたり…（『ローマ書』10:18）」合唱
19. Why do the nations...
「なにゆえ、もろもろの国びとは…（『詩篇』2:1-2）」 アリア（バス独唱）
20. Let us break their bonds asunder...
「われらは彼らのかせをこわし…（『詩篇』2:3）」 合唱
21. He that dwelleth in heaven...
「天に座する者は笑い…（『詩篇』2:4）」 アコンパニャート（テノール独唱）
22. Thou shalt break them...
「おまえは鉄のつえをもって…（『詩篇』2:9）」 アリア（テノール独唱）
23. Hallelujah...
「ハレルヤ、全能者にして主なるわれらの神は…（『黙示録』19:6,11:15,19:16）」 合唱（※慣例として、この曲の演奏にあたっては独唱者も起立して合唱に加わる場合が多い）

### 第3部: メシアのもたらした救い〜永遠のいのち
1. I know that my Redeemer liveth...
「わたしは知る、わたしをあがなう者は生きておられる…（『ヨブ記』19:25-26、『コリント前書』15:20）」 アリア（ソプラノ）
2. Since by man came death...
「それは、死がひとりの人によってきたのだから…（『コリント前書』15:21-22）」 合唱
3. Behold, I tell you a mystery...
「ここで、あなたがたに奥義を告げよう…（『コリント前書』15:51-52）」 アコンパニャート（バス独唱）
4. The trumpet shall sound...
「ラッパが響いて…（『コリント前書』15:52-54）」 アリア（バス独唱）
5. Then shall be brought...
「そのとき、聖書に書いてある言葉が成就する…（『コリント前書』15-54）」 アコンパニャート（アルト独唱）
6. O death, where is thy sting?...
「死よ、お前の勝利は、どこにあるのか…（『コリント前書』15:55-57）」 デュエット（アルト・テノール二重唱）、合唱
7. If God be for us...
「もし、神がわたしたちの味方であるなら…（『ローマ書』8:31,33-34）」 アリア（ソプラノ独唱またはアルト独唱）
8. Worthy is the Lamb...
「ほふられた小羊こそは…（『黙示録』5:12-13）」 合唱
  - Amen...
「アーメン（『黙示録』5:14）」 合唱　（通称「アーメンコーラス」。譜面上は、独立した演奏番号は与えられず、前段の"Worthy is the Lamb..."と一体で記されている場合が多い）

## 演奏史
『メサイア』の初稿の楽器編成はきわめて控えめなもので、弦楽器のほかは「Glory to God」でトランペット独奏が出現するだけだった。ロンドン上演時にオーボエとファゴットがつけ加えられた。
『メサイア』はダブリンでこそ大成功したものの、ロンドンの聴衆は冷淡だった。1743年3月23日のロンドン初演では、宗教的な内容を劇場で娯楽として演奏することが神に対する冒涜であるという非難がなされ、それは何年にもわたって続いた。『メサイア』は1743年に3回、1745年に2回演奏されたが、その後はしばらく演奏されなかった。台本を書いたジェネンズ自身、『メサイア』の音楽を批判した。
ロンドンの捨子養育院でヘンデルは慈善演奏会を開くようになり、1750年5月1日に『メサイア』を再演した。この後も毎年ヘンデルは捨子養育院で『メサイア』を上演し、1751年以降はコヴェント・ガーデンでも演奏を続けた。これによって次第にロンドンでも支持者を増し、高く評価されるようになった。遺言によってヘンデルは捨子養育院に『メサイア』のスコアとパート譜を寄贈した。
ヘンデル没後も『メサイア』は高く評価され続けたが、ウェストミンスター寺院では1784年にヘンデル記念祭が開かれ、513人からなる大編成のオーケストラを使って演奏された。その後も巨大な編成による『メサイア』の上演は続けられ、演奏者の数は増え続けた。
第1回万国博覧会のためにロンドン郊外に建てられた鉄とガラスの巨大構造物（水晶宮）において、1857年に第1回ヘンデル・フェスティバルが開かれ、500人のオーケストラと2000人の合唱によって『メサイア』を含むヘンデル作品が上演された。1859年の第2回フェスティバル以降、フェスティバルは3年に1回の頻度で行われた。フェスティバルの人数がもっとも多くなったのは1883年で、500人を数えるオーケストラと4,000人にのぼる合唱団によって『メサイア』が上演された。このような巨大な編成による演奏は20世紀になっても続けられたが、一方でヘンデルの原作から離れすぎているという批判も現れた。
イギリス以外でも『メサイア』は演奏された。ドイツ語圏では1772年にハンブルクで演奏された。しかし、ヘンデルの原曲に対して多くの管楽器をつけくわえた編曲ものがまかり通っていた。フランスでは遅れて1873年にはじめて全曲演奏された。アメリカ合衆国では1770年以降に抜粋が演奏された。全曲演奏は1818年のクリスマス・イブに行われた。これが『メサイア』をクリスマス・イブに上演する習慣のはじまりである。